# مرغ کشیش سرخ بال‌سیاه
مرغ کشیش سرخ بال‌سیاه (نام علمی: Euplectes hordeaceus) نام یک گونه از سرده جولاهای چندزنه است.